# Ermita de Sant Ermengol
Sant Ermengol és un ermita romànica ara totalment en ruïnes al municipi dels Prats de Rei (Anoia) inclòs a l'Inventari del Patrimoni Arquitectònic de Catalunya. Romànica tardana, reedificada a les darreries del S.XII. Posteriorment es modificaren la porta d'entrada i la lateral de migdia adossada a la qual hi havia la casa dels ermitans.
Edifici d'una sola nau, amb absis semicircular. Conserva encara les arcades que aguantaven la volta de canó que cobria la nau. Cal destacar els contraforts en forma de talus, adossat als murs laterals, i el seu campanar d'espadanya.
L'ermita de Sant Ermengol ja existia el 1076, quan els esposos Oleguer i Guisla, grans propietaris del lloc, donaren a la Catedral de Barcelona un alou situat prop de Sant Ermengol, repartit entre els termes de la Manresana i Vilallonga, com a dotació de llur fill Oleguer, el futur bisbe de Barcelona i arquebisbe de Tarragona, Sant Oleguer. Fou sempre una sufragània dels Prats de Rei, fins que al segle xvi es convertí en una capella ermitana, a causa del despoblament.